# خال‌سهره توسی
خال‌سهره توسی یا خال‌سهره دیبووسکی (نام علمی: Euschistospiza dybowskii) گونه‌ای رایج از سهرگان ریز است که در آفریقا یافت می‌شود. گستردگی جهانی وقوع آن ۴۵۰۰۰۰ کیلومتر مربع برآورد شده‌است.
در کامرون، جمهوری آفریقای مرکزی، چاد، جمهوری دموکراتیک کنگو، ساحل عاج، گینه، لیبریا، نیجریه، سنگال، سیرالئون، سودان جنوبی و اوگاندا یافت می‌شود. وضعیت گونه به عنوان کمترین نگرانی ارزیابی می‌شود.
نام این پرنده به یاد گیاه‌شناس فرانسوی ژان دیبووسکی است.